# Terry Trotter
Terry William Trotter (Los Angeles, 10 mei 1940) is een Amerikaanse jazzpianist en -zanger.

## Biografie
Volgens Trotter groeide hij op in Glendale. Zijn moeder was pianiste en zijn zus is de operazangeres Linda Trotter. Vanaf 5-jarige leeftijd kreeg hij pianoles. Vanaf 1955 speelde hij professioneel, aanvankelijk met Charles Lloyd en Don Cherry. Daarna werkte hij met Bobby Hutcherson, de Lighthouse All-Stars, Lena Horne en Joe Pass. Tussen 1968 en 1973 begeleidde hij Chet Baker, tot in de jaren 1980 behoorde hij tot de band van Charlie Shoemake en vanaf 1984 tot die van Larry Carlton.
Hij heeft platen opgenomen met fameuze artiesten als Frank Sinatra, Ella Fitzgerald, Natalie Cole, Celine, de producent David Foster en vele anderen. Trotter is bij het grotere publiek vooral bekend door de titelmuziek van de sitcom Everybody Loves Raymond.
Hij speelde zelf ook eigen albums in, zoals It's about Time uit 1993, waarbij hij niet alleen als pianist verscheen, maar ook zelf enkele nummers zong, zoals ook in 1999 voor het album Sondheim Collection. In 2010 bracht hij samen met Chuck Berghofer en Peter Erskine het jazzalbum Live @ Charlie O's uit.

## Discografie

### Piano
- 1960: Eastern Lights voor Lennie McBrown
- 1976: Mad About the Boy voor Cybill Shepherd
- 1981: Away From the Crowd voor Charlie Shoemake
- 1984: Sometime Yesterday voor Charlie Shoemake
- 1988: Collection voor Larry Carlton
- 1988: Time No Longer voor Kazu
- 1991: Flying Colours voor Grant Geissman
- 1993: It’s about Time
- 1993: Philharmonic Standard Time samen met Thomas Stevens
- 1994: Duetts II voor Frank Sinatra
- 1994: Emerald Blue voor Jan Stevens
- 1994: Great American Songwriters [Laserlight] voor diverse
- 1994: Great American Songwriters voor George Gershwin und Ira
- 1994: Holly & Ivy voor Natalie Cole
- 1994: Miracle on 34th Street voor Bruce Broughton
- 1994: Timepiece voor Kenny Rogers
- 1995: Christmas Album voor David Foster
- 1995: Company…In Jazz voor Trotter Trio
- 1995: Funny Thing Happened on the Way to the Forum…In Jazz voor The Trotter Trio
- 1995: Stephen Sondheim’s Sweeney Todd In Jazz voor Trotter Trio
- 1996: Michael Legrand Album voor Trotter Trio
- 1996: Stardust voor Natalie Cole
- 1997: Basset Hound Blues voor Jim Self
- 1997: Brazilian Horianzons voor diverse
- 1997: Mgm Album voor Debbie Gravitte
- 1998: Follies [Original Cast Highlights] voor Trotter Trio
- 1998: Kick Ass Brass voor diverse
- 1998: These Are Special Times voor Céline Dion
- 1999: Alphaville (soundtrack)
- 1999: Just the Ticket (soundtrack)
- 1999: Love Ballads: Late Night Jazz voor diverse
- 1999: Magic of Christmas voor Natalie Cole
- 1999: Snowfall on the Sahara voor Natalie Cole
- 2000: All-Star Christmas [Sony 2000] voor diverse
- 2000: Greatest Hits, Vol. 1 voor Natalie Cole
- 2001: Bandland/Revolution in Sound voor Les Brown

- Gemeinsame Normdatei: 13457365X
- International Standard Name Identifier: 0000 0001 1946 6765
- Library of Congress Control Number: no95048910
- MusicBrainz: af1df99d-c2c0-4c53-87c6-fb4d41325d7f
- Système universitaire de documentation: 252674936
- Virtual International Authority File: 12493366
- WorldCat: E39PBJw8YrRW6mtWVwmXqWXjmd